# LONE STAR
「LONE STAR」 （ローン・スター）は、キャプテンストライダムの楽曲。2007年2月7日にソニー・ミュージックアソシエイテッドレコーズからメジャー7thシングル（通算8作目）として発売された。

## 解説
前作『恋するフレミング』から約4ヶ月ぶりのリリースで、3rdアルバム『BAN BAN BAN』からの先行シングル。
「マウンテン・ア・ゴーゴー・ツー」、「風船ガム」に次ぐ3作目のアニメタイアップ曲。
この曲で2度目の地上波音楽番組に出演。
初回仕様として『天保異聞 妖奇士』ワイドキャップステッカーが封入された。

## 収録曲
| #         | タイトル                                     | 作詞・作曲            | 編曲                                | 時間  |
| --------- | -------------------------------------------- | --------------------- | ----------------------------------- | ----- |
| 1.        | 「LONE STAR」                                | 永友聖也 久保田光太郎 | 久保田光太郎 キャプテンストライダム | 3:42  |
| 2.        | 「SURRENDER」                                | RICK NIELSEN          | 久保田光太郎 キャプテンストライダム | 4:27  |
| 3.        | 「犬の生活 (Live at LIQUIDROOM 2006.09.23)」 | 永友聖也              | キャプテンストライダム              | 3:24  |
| 合計時間: | 合計時間:                                    | 合計時間:             | 合計時間:                           | 11:33 |

## 曲の解説
1. LONE STAR
TBS系アニメ『天保異聞 妖奇士』第2期オープニングテーマ[注 1]
男子校青春シリーズ第2弾と位置づけられている楽曲。メンバーそれぞれの限界としているテンポやキーで演奏されている[3]。
ミュージック・ビデオはスミスが監督を務めたもので、曲の疾走感やスピード感を障害物競走で表現している。映像内の障害物競走のシーンは千葉県習志野市の袖ヶ浦団地内に所在するショッピングセンターで撮影されており、『アメリカ横断ウルトラクイズ』のオマージュとされるシーンも含まれている[4]。
アルバム『BAN BAN BAN』にはアルバムバージョンで収録され、シングルバージョンは『ベストロリー』が発売されるまではオムニバス盤にしか収録されていなかった。
2. SURRENDER
チープ・トリックのカバー。カバー音源は自身初となる。
ちなみに2006年の自身のライブでは、同曲の原曲が収録されたアルバム『Heaven Tonight』を開演前のBGMとしていた[3]。
3. 犬の生活 (Live at LIQUIDROOM 2006.09.23)
1stアルバム『ブッコロリー』収録曲のライブ音源。アクセルブラスによるファンキーな要素を持ったアレンジになっている[3]。
収録テイクの最後の方では、実際のライブでの次曲「肉屋の娘」のイントロが聞こえる。

## 収録アルバム
LONE STAR
- BAN BAN BAN（album edit）
- Anime×Music Collaboration 39 '02-'07
- 「天保異聞 妖奇士」オリジナルサウンドトラック
- ベストロリー

SURRENDER
- ベストロリー

犬の生活 (Live at LIQUIDROOM 2006.09.23)
- ベストロリー

## 映像作品
LONE STAR
- LIVE IN SHIBUKO "BIG BAN BUZZ"